# Gubazes I

Reino de Lázica

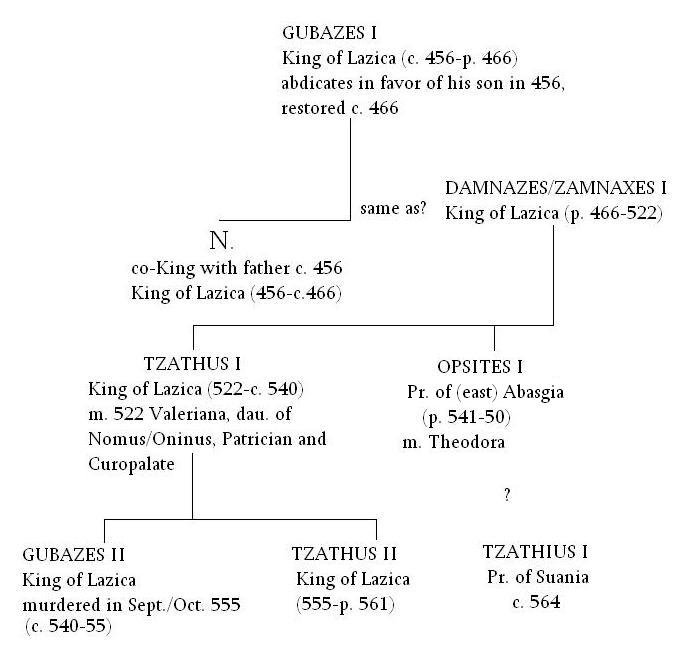
Tentativa de Cyril Toumanoff de reconstruir a árvore genealógica dos reis de Lázica

Gubazes I (em georgiano: გუბაზი; em grego: Γουβάζης) foi um rei de Lázica que floresceu nos anos 450 e 460. Suas relações com o Império Bizantino são registradas por Prisco de Pânio.

## Vida
Cerca de 456, Gubazes tentou negociar uma aliança com o Império Sassânida em ordem a ver-se livre da hegemonia romana. Em resposta, o imperador Marciano (r. 450–457) enviou uma expedição militar contra os lazes, convidando Gubazes a abdicar ou depôr seu filho, que era seu co-governante, "como era contra a tradição de ter dois governantes juntos". Posteriormente, Gubazes abdicou em favor de seu filho e, em 466, fez visita à Constantinopla, onde teve que suportar as reprimendas de Leão I, o Trácio (r. 457–474), mas foi posteriormente tratado com benevolência e enviado para sua terra natal, onde parece ter sido capaz de reassumir seu reino. A visita de Gubazes é também mencionada na Vida de São Daniel, o Estilita, que registra que Gubazes e Leão visitaram o monge Daniel, que impressionou grandemente o rei laze e então mediou um trato entre os dois monarcas.
Este período coincide com a campanha lançada em Lázica por seu vizinho oriental, o rei Vactangue I da Ibéria (r. 447–522), que é narrada nas Crônicas Georgianas. Vactangue era vassalo sassânida e suas atividades em Lázica podem ter tido assistência indireta do xá, como já havia se oferecido para Gubazes durante sua ruptura com Roma. Cerca de 468, Gubazes, auxiliado pelos romanos, atacou a região montanhosa pró-persa de Suânia, que havia se separado da soberania laze, mas, para além de algumas fortalezas, ele falhou em retomar o território. Sua falha pode ter sido devido a interferência dos ibéricos, pois as Crônicas Georgianas aludem a outra campanha, neste caso vitoriosa, empreendida por Vactangue em Lázica aproximadamente na mesma época.